# Puchýřník sudetský
 Puchýřník sudetský  (Cystopteris sudetica) je v současné době na území ČR znám z jediné lokality v CHKO Jeseníky.

## Popis rostliny
Puchýřník má tenký plazivý oddenek. Jeho délka je přibližně 25 cm, šířka asi 2,5 mm v průměru. Je řídce větvený a kryjí ho hnědé kopinaté pleviny.
Jednotlivé listy mají lysou čepel světlé až tmavě zelené barvy. Je 2–3x zpeřená, tenká, široce vejčitá až trojúhelníkovitá.
Lístky jsou vejčité, v obrysu podlouhlé. Mohou se vyskytovat i mírně nesouměrné. Zajímavostí je, že nejspodnější pár lístků puchýřníku není delší než pár následující.
Lístečky má vejčité až kopinaté, také podlouhlé. Okraje zpeřených nebo hluboce členěných lístečků jsou celokrajné, na vrcholu jsou zakončeny mělce vykrojenými zuby.
Tenký a křehký řapík obvykle bývá delší než čepel, ojediněle můžeme vidět i stejně dlouhý.
Výtrusnicové kupky jsou většinou umístěny ve 2 řadách. Jsou kryty vejčitými ostěrami, které mohou mít jednotlivé žláznaté chlupy. Výtrusy puchýřníku bývají nejčastěji povrchově ostnité, vzácně bradavčité.

## Výskyt
Stinné humózní lesy, vápenité sutě, vzácně kamenité svahy.
Tento druh kapradiny byl po více než 70 letech v roce 2010 znovu nalezen v Jeseníkách. Předchozí nálezy pochází z oblastí Moravy (Hrubý Jeseník- poslední herbářový doklad z území ČR je z roku 1939, Radhošť, Hostýn) a Slovenska (Velká Fatra, Tatry, Pieniny, Muránská Planina).